# Větrníky

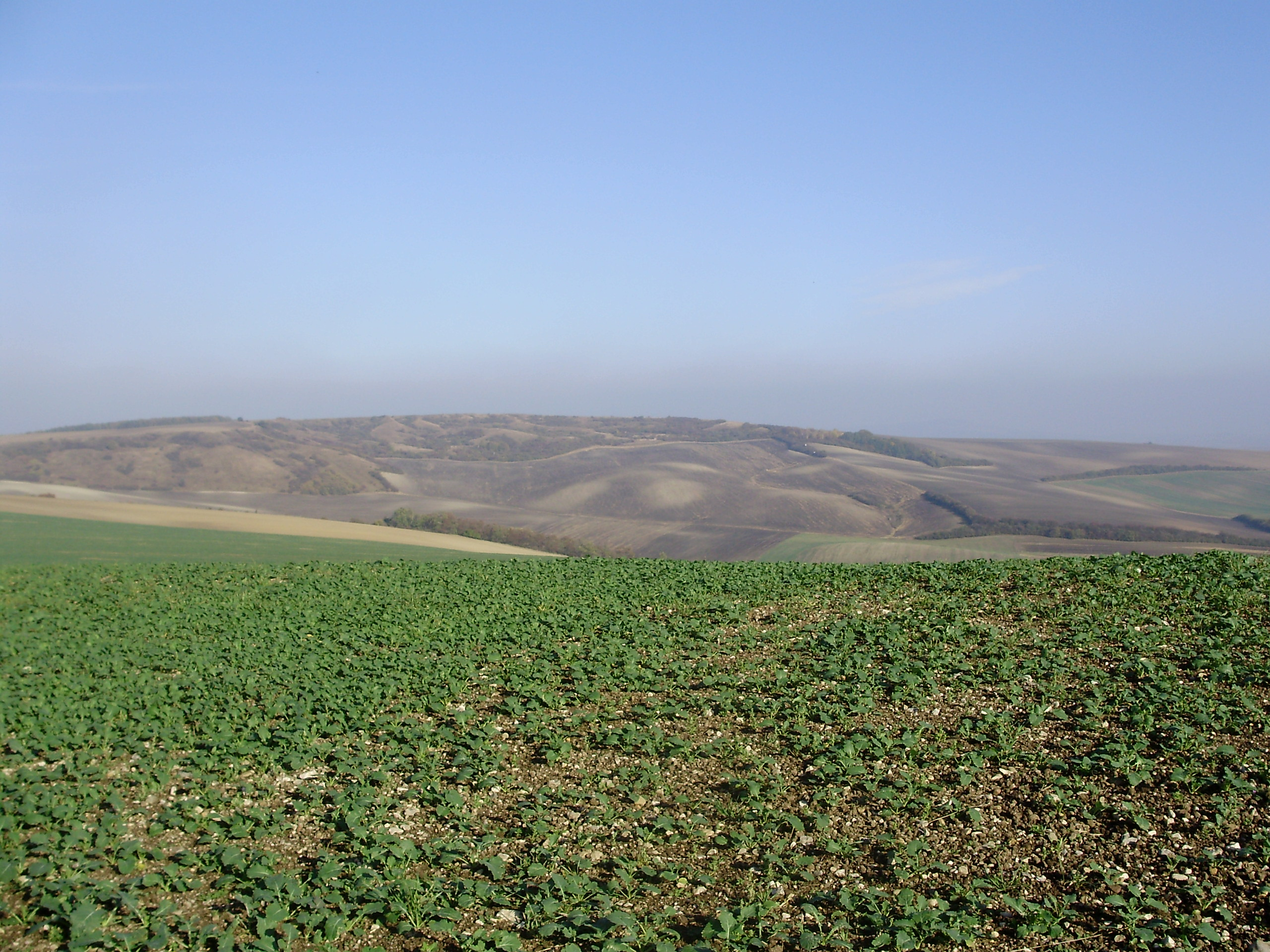
Nationales Naturreservat Větrníky

Větrníky ist ein nationales Naturreservat im Osten Tschechiens. Es schützt eine Steppe inmitten intensiv bewirtschafteter Ackerflächen, die mit wärmeliebender Vegetation pontisch-pannonischen und submediterranen Typs bewachsen ist.
Das 24,5 Hektar große Reservat liegt im Katastergebiet der Gemeinde Letonice, Okres Vyškov, Region Südmähren, etwa 25 Kilometer östlich von Brünn. Die Steppe bedeckt eine Anhöhe, die den westlichsten Ausläufer des Hügellandes Litenčická pahorkatina (Litentschitzer Berge) bildet. Höchste Erhebung im Schutzgebiet ist der Hügel Větrník (394 m n.m.). Der Untergrund besteht aus Sedimenten des Badenium (Kiese, Sande), auf dem sich vorwiegend Pararendzina-Böden entwickelt haben. Auf ihnen wächst vor allem Trockenrasen und Buschwerk. In den Trockenrasen-Gesellschaften dominiert die Fieder-Zwenke, in den Gebüschen Zwerg- und Sauerkirschen, Schlehen und Liguster. 23 geschützte und 43 gefährdete Pflanzenarten sind hier zu finden, zum Beispiel die Große Kuhschelle, die Borstige Glockenblume und das Zierliche Johanniskraut. Hier lebende Insekten wie die Zweifarbige Beißschrecke sind ebenfalls an die Steppenbedingungen gebunden.
Die Steppe in Větrníky ist ehemaliges Weideland. Sie steht seit 1933 unter Naturschutz und ist damit eines der ältesten Reservate der Region. Da die Steppen-Vegetation auf bewirtschaftetem Boden entstand und ohne menschliche Eingriffe nicht überleben würde, werden die Flächen gemäht sowie Ziegen- und Schafherden zur Weide hergebracht.